# Mejor viuda que...
Mejor viuda que... (título original en italiano: Meglio vedova) es una película de comedia italiana de 1968. Está protagonizada por Virna Lisi y Peter McEnery.

## Argumento
En Sicilia, Proby (Peter McEnery), un ingeniero británico, intenta convencer a la mafia para que autorice la construcción de una refinería de petróleo junto al mar en lugar de un centro turístico costero. Dentro de la mafia, una facción está a favor y otra en contra. Proby se enamora de Rosa (Virna Lisi), comprometida con un mafioso. Este amor es compartido y esta admisión agita a la comunidad de la mafia que no puede decidir sobre la opción a elegir.

## Reparto
- Virna Lisi: Rosa Minniti.
- Peter McEnery: Tom Proby.
- Gabriele Ferzetti: don Calogero Minniti.
- Jean Servais: Barón Misceni.
- Lando Buzzanca: Massito.
- Agnès Spaak: Prostituta.
- Nino Terzo: Carmelo.
- Carla Calò: Gobernanta de Rosa.
- Roy Bosier: Director de orquesta.
- Bruno Lauzi: Director del albergue.

## Recepción
Un crítico acreditado como «Werb.» de Variety consideró que la película era una «modesta imitación» de las películas románticas de estilo estadounidense, y señaló que tenía «excelentes fotografías, decorados, vestuario y música», pero que «el guion es uno de los principales defectos, pero es difícil determinar si el veterano escritor italiano Ennio De Concini y el director Duccio Tessari son los responsables o si la culpa es de los colaboradores Brian Degas y Tudor Gates».